# Stéphane Buckland
Pour les articles homonymes, voir Buckland.
Stéphane Buckland (né le 12 janvier 1977 à Floréal) est un athlète mauricien, spécialiste des épreuves de sprint. Il mesure 1,80 m et pèse 75 kg.

## Biographie
Stéphane Buckland ne termine pas ses études, s'arrêtant avant la dernière année de lycée, en 1994. Il débute l'athlétisme en 1992, après avoir pratiqué le volleyball pendant 3 ans.
À 19 ans, il participe à ses premiers Jeux olympiques, ceux d'Atlanta en 1996, au sein du relais 4 x 100 m. En 1999, il améliore son record sur la ligne droite à 10 s 22 et participe à ses premiers championnats du monde en individuel où il atteint les quarts de finale (10 s 39). 
En 2000, il se concentre sur le 200 m et s'aligne aux Jeux olympiques de Sydney, où il atteint en demi-finale du 200 mètres, terminant 6e de sa course en 20 s 56. Durant la saison, il égale ou bat le record national cinq fois, son meilleur temps se situant à 20 s 31.
En 2001, il réalise un triplé historique aux Jeux de la Francophonie, s'imposant sur 100 m en 10 s 13, record national, devant le vice-champion du monde en titre de la discipline Bruny Surin, mais aussi sur 200 m (20 s 33) et le relais 4 x 100 m (39 s 04). En août, il participe à la finale des championnats du monde à Edmonton et s'y classe 6e en 20 s 24, après avoir porté le record national en 20 s 15 en demi-finale.
L'année suivante, il se blesse en demi-finale des Jeux du Commonwealth de Manchester, ruinant ses chances de titre. En 2003, il atteint pour la seconde fois la finale du 200 m des championnats du monde, cette fois à Paris et termine à la 5e place en 20 s 41. En demi-finale, il améliorait son record en 20 s 06, pour devenir le troisième meilleur performeur africain de l'époque sur la distance, derrière Frank Fredericks (19 s 68) et Francis Obikwelu (19 s 84). 
En 2004, Stéphane Buckland s'impose en Golden League à l'occasion du Golden Gala de Rome en 20 s 20, ainsi qu'en se classant toujours dans le top 5 des 6 courses majeures de l'année. En août, à Athènes, il participe à ses troisièmes Jeux olympiques et entre en finale du 200 m, devenant le premier athlète mauricien (homme et femme confondus) à intégrer une finale olympique d'athlétisme. Une nouvelle fois, il termine à la 6e place en 20 s 24. En fin de saison, pour la seconde fois consécutive, le Mauricien se classe 3e du 200 m de la Finale mondiale de l'athlétisme à Monaco. 
Pour 2005, les objectifs de Stéphane Buckland sont clairs : une médaille aux championnats du monde d'Helsinki, après trois finales internationales consécutives. Malheureusement, cela ne se passe pas comme prévu : il termine 5e du 200 mètres en 20 s 41 des mondiaux derrière quatre américains Justin Gatlin, Wallace Spearmon, John Capel et Tyson Gay. Il est néanmoins fier d'être le meilleur athlète étranger à challenger les Américains. 
En 2006, à domicile, il décroche la médaille d'argent du 200 m des championnats d'Afrique en 20 s 67, battu par le Nigérian Uchenna Emedolu (20 s 38). Il concourt ensuite aux Jeux du Commonwealth à Melbourne en Australie et remporte le même métal, en 20 s 47, départagé dans le même temps avec le Jamaïcain Omar Brown.
En 2008, il participe à ses quatrièmes Jeux olympiques, cette fois à Pékin : il est éliminé en demi-finale dans le temps de 20 s 48, après avoir établi au second tour son meilleur temps de l'année, 20 s 37. En fin de saison, il remporte la finale mondiale de l'athlétisme à Stuttgart, en 20 s 57.
En 2009, pour ce qui sera sa dernière année au niveau international, il remporte deux médailles d'argent aux Jeux de la Francophonie, sur 200 m et 4 x 100 m. 

### Coach
Il a débuté l'athlétisme sous la tutelle du français Jacques Dudal de 1992 à 1999. Ce dernier est décédé le 6 juin 2013 à l'âge de 88 ans. En 1999, il rejoint brièvement le Centre d'entraînement de hautes performances de Dakar avec pour entraîneur Hervé Stéphan, puis s'y entraîne constamment dès l'automne suivant. En 2002, lorsque son coach prend sa retraite, il retourne en Maurice.
Depuis sa retraite, il s'est reconverti en entraîneur. Il est actuellement le coach de l'athlète du Lesotho, Mosito Lehata.

## Vie personnelle
Il est aîné d'une fratrie de trois garçons.
Marié à sa compagne Joëlle, il devient père d'une fille prénommée Milane le 24 août 2004, le jour de son entrée en compétition aux séries du 200 m des Jeux olympiques d'Athènes.

## Carrière politique
Il a annoncé début septembre 2005 sa candidature aux élections municipales du 2 octobre à Curepipe, pour le compte du Parti mauricien social démocrate. Néanmoins, il n'est pas élu.[réf. nécessaire]

## Palmarès
| Date | Compétition                     | Lieu          | Résultat | Épreuve   | Temps   |
| ---- | ------------------------------- | ------------- | -------- | --------- | ------- |
| 1995 | Championnats d'Afrique juniors  | Bouaké        | 6e       | 100 m     | 10 s 89 |
| 1998 | Jeux des îles de l'océan Indien | Saint-Denis   | 2e       | 100 m     |         |
| 1998 | Jeux des îles de l'océan Indien | Saint-Denis   | 1er      | 4 x 100 m | 39 s 86 |
| 1998 | Jeux du Commonwealth            | Kuala Lumpur  | 7e       | 4 x 100 m | 42 s 70 |
| 1999 | Jeux africains                  | Johannesbourg | 8e       | 100 m     | 11 s 17 |
| 1999 | Jeux africains                  | Johannesbourg | 5e       | 4 x 100 m | 39 s 83 |
| 2000 | Championnats d'Afrique          | Alger         | 2e       | 100 m     | 10 s 20 |
| 2000 | Championnats d'Afrique          | Alger         | 2e       | 4 x 100 m | 40 s 07 |
| 2001 | Jeux de la Francophonie         | Ottawa        | 1er      | 100 m     | 10 s 13 |
| 2001 | Jeux de la Francophonie         | Ottawa        | 1er      | 200 m     | 20 s 33 |
| 2001 | Jeux de la Francophonie         | Ottawa        | 1er      | 4 x 100 m | 39 s 04 |
| 2001 | Championnats du monde           | Edmonton      | 6e       | 200 m     | 20 s 24 |
| 2003 | Championnats du monde           | Paris         | 5e       | 200 m     | 20 s 41 |
| 2003 | Jeux des îles de l'océan Indien | Maurice       | 1er      | 100 m     | 10 s 60 |
| 2003 | Jeux des îles de l'océan Indien | Maurice       | 1er      | 200 m     | 20 s 64 |
| 2003 | Jeux des îles de l'océan Indien | Maurice       | 1er      | 4 x 100 m | 39 s 23 |
| 2003 | Finale mondiale                 | Monaco        | 3e       | 200 m     | 20 s 44 |
| 2004 | Jeux olympiques                 | Athènes       | 6e       | 200 m     | 20 s 24 |
| 2004 | Finale mondiale                 | Monaco        | 3e       | 200 m     | 20 s 41 |
| 2005 | Championnats du monde           | Helsinki      | 5e       | 200 m     | 20 s 41 |
| 2005 | Finale mondiale                 | Monaco        | 5e       | 200 m     | 20 s 64 |
| 2006 | Championnats d'Afrique          | Bambous       | 2e       | 200 m     | 20 s 67 |
| 2006 | Jeux du Commonwealth            | Melbourne     | 2e       | 200 m     | 20 s 47 |
| 2006 | Jeux du Commonwealth            | Melbourne     | 4e       | 4 × 100 m | 39 s 97 |
| 2006 | Coupe du monde des nations      | Athènes       | 8e       | 200 m     | 20 s 96 |
| 2006 | Coupe du monde des nations      | Athènes       | 5e       | 4 x 100 m | 38 s 87 |
| 2008 | Championnats d'Afrique          | Addis Abeba   | 2e       | 200 m     | 20 s 62 |
| 2008 | Finale mondiale                 | Stuttgart     | 1er      | 200 m     | 20 s 57 |
| 2009 | Jeux de la Francophonie         | Beyrouth      | 2e       | 200 m     | 20 s 59 |
| 2009 | Jeux de la Francophonie         | Beyrouth      | 2e       | 4 x 100 m | 39 s 60 |
| 2009 | Finale mondiale                 | Thessalonique | 4e       | 200 m     | 20 s 75 |

## Records
| Épreuve | Performance | Lieu        | Date            |
| ------- | ----------- | ----------- | --------------- |
| 100 m   | 10 s 13     | Ottawa      | 21 juillet 2001 |
| 100 m   | 10 s 13     | Réduit      | 21 avril 2002   |
| 200 m   | 20 s 06     | Saint-Denis | 27 août 2003    |